# 千本資政
千本 資政（せんぼん すけまさ）は、安土桃山時代の武将。那須氏の家臣。

## 生涯
千本氏は那須氏の庶流で那須七騎の一つ。
永禄4年（1561年）、千本資俊の子として誕生。その為、資俊の養子となっていた茂木治清の次男・義隆は廃嫡された。やがて父と共に那須氏に仕え、政略により同じく那須七騎の一人である大関高増の娘を正室に迎えている。
しかし父・資俊と大関高増による那須氏の主導権をめぐっての争いは続き、さらに資政の生母との対立の果てに自身の娘が離縁されたことに激怒した高増が、主君・那須資晴に千本氏を討つ事を勧め承認を得ると、天正13年（1585年）、父・資俊と共に高増や大田原綱清に太平寺に誘い出され殺害された。享年25。
これにより、千本氏は廃嫡されていた義隆が再び跡継ぎとなり名跡を継いだが、千本氏の旧領は高増らが分配した。